# Eurema pallida
Eurema pallida is een vlinder uit de familie van de witjes (Pieridae). De wetenschappelijke naam van de soort is voor het eerst geldig gepubliceerd in 1973 door Shirôzu & Yata.